# Municipio de Union (condado de Edmunds)
El municipio de Union (en inglés: Union Township) es un municipio ubicado en el condado de Edmunds, en el estado estadounidense de Dakota del Sur. En el año 2010, tenía una población de 29 habitantes, y una densidad poblacional de 0,31 hab./km² (habitantes por kilómetro cuadrado).

## Geografía
El municipio de Union se encuentra ubicado en las coordenadas 45°23′23″N 98°54′59″O / 45.38972, -98.91639. Según la Oficina del Censo de los Estados Unidos, el municipio tiene una superficie total de 93.6 km² (kilómetros cuadrados), de la cual 93,52 km² corresponden a tierra firme y (0,09 %) 0,08 km² es agua.

## Demografía
Según el censo de 2010, había 29 personas residiendo en el municipio de Union. La densidad de población era de 0,31 hab./km² (habitantes por kilómetro cuadrado). De los 29 habitantes, el municipio de Union estaba compuesto por el 96,55 % de Blancos, y el 3,45 % de amerindios. Del total de la población, el 0 % eran hispanos o latinos de cualquier raza.